# Hva' har vi da gjort ... siden vi ska' ha'et så godt
Hva' har vi da gjort ... siden vi ska ha'et så godt (ofte bare kaldt "Hva' har vi da gjort") er den jyske musikgruppe De Nattergales debutalbum. Albummet blev indspillet live d. 13. august 1987 i Gloria Sound Studio, Odense og blev udgivet senere samme år. 
I 2007 blev albummet genudsendt som CD 1 i De Nattergales The Boks. Albumment blev efterfulgt af 1988-albumment Nu ka' det vist ik' bli' meget bedre. Flere af sangene på albumment har samme rytme, eller samme lyrik som andre kendte sange såsom "Jeg ved en lærkerede" og "Tømrersangen" (fordanskning af "The Lumberjack Song" af den britiske komikergruppe Monty Python).

## Trackliste
1. "Hva' har vi da gjort siden vi ska' ha'et så godt"
2. "Ja, man ska' høre møj"
3. "Jens Vejmand"
4. "Boogie Emma"
5. "Jeg ved en lærkerede" ("Jazzbacillen")
6. "Skvaldermand"
7. "Bliv min livsledsager" ("Be My Life's Companion")
8. "Smørblomst" ("Put Your Head On My Shoulder")
9. "Man har da heller ik' andet end bøvl ud af det centralvarme"
10. "Tømrersangen" ("The Lumberjack Song")
11. "Febbes café" ("In the Mood")
12. "Savværksblues"
13. "Æ wonnemand"
14. "Nørrre snede tur/retur" ("A Night In Tunesia")
15. "Danmarks røde næse"

## Medvirkende
- Viggo Sommer – vokal, bas
- Carsten Knudsen – vokal, guitar, trommer
- Uffe Rørbæk Madsen – vokal, klaver, trommer